# Rougeotiana scotozonea
Rougeotiana scotozonea là một loài bướm đêm trong họ Noctuidae.